# Openstens län
Openstens län var ett slottslän i sydöstra delen av landskapet Västergötland för borgen Opensten. Det fanns under drottning Margaretas regeringstid (1389-1412) och upphörde efter att borgen nedbrändes 1434.
Länet omfattade Kinds och Mo härader och kanske även Redvägs härad. 